# Gluta pubescens
Gluta pubescens är en sumakväxtart som först beskrevs av Henry Nicholas Ridley, och fick sitt nu gällande namn av Ding Hou. Gluta pubescens ingår i släktet Gluta och familjen sumakväxter. Inga underarter finns listade i Catalogue of Life.